# Diogenesia vargasiana
Diogenesia vargasiana är en ljungväxtart som beskrevs av Herman Otto Sleumer. Diogenesia vargasiana ingår i släktet Diogenesia och familjen ljungväxter. Inga underarter finns listade i Catalogue of Life.